# 工作台 (木工)

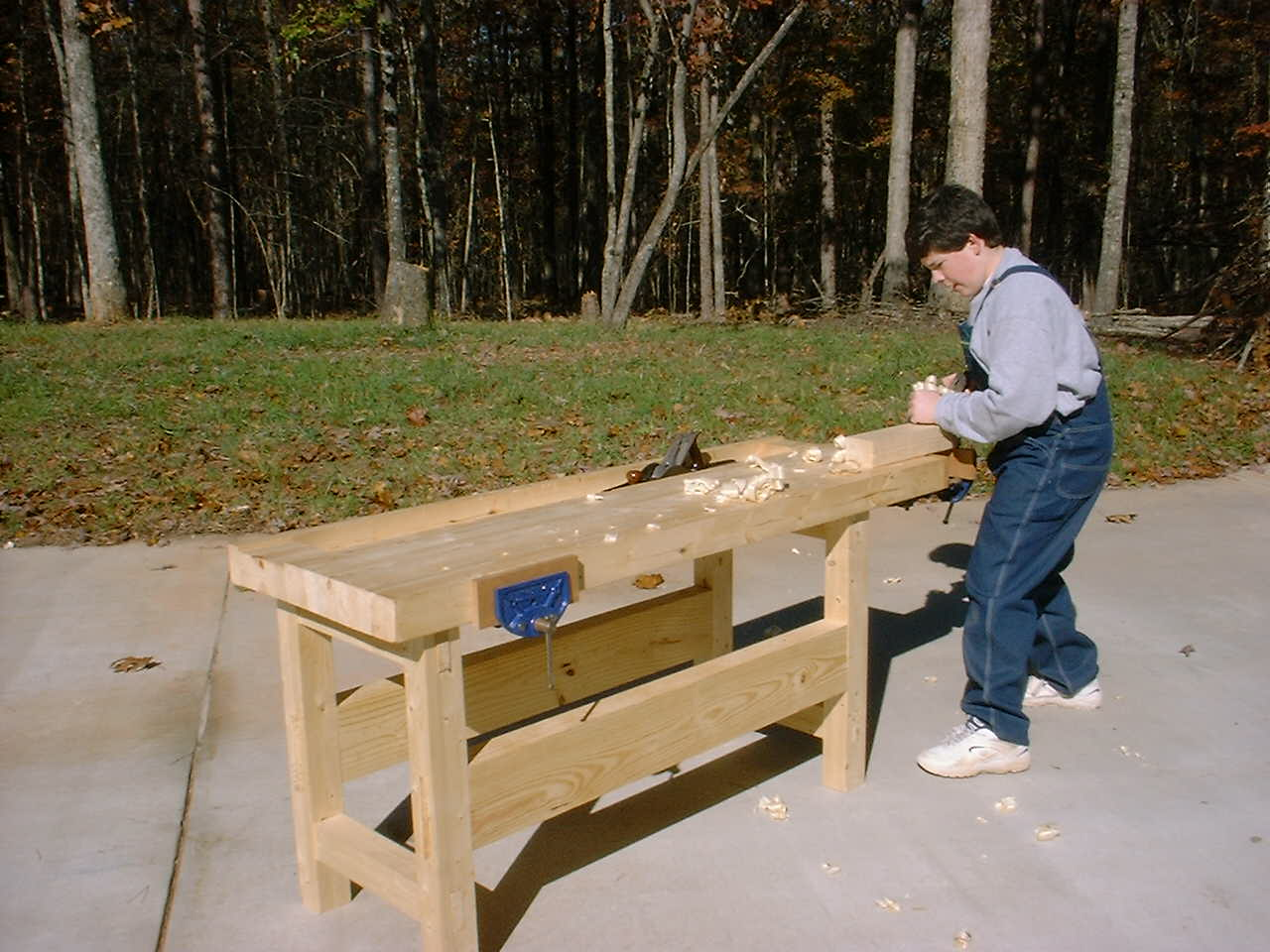
一個基本的工作台

工作台是一個木工為了製造工件时方便工作擺在一個舒適的位置和高度所訂製的工具。有許多樣式的木工工作台，使勞動者可以自由地使用工具。最主要的區別是工作台的工作方式。大多数工作台有个共同的特点:這個器具很重，并有着足够的強韌性。

## 材料
大多數工作台是由實心木，最昂貴的和可取的是採用固體硬木。長凳也可製成膠合板和馬索尼特或硬紙板，甚至是鋼。實木有許多優點，包括強度、加工性、外觀，而膠合板或硬質纖維板檯面的優點是相對便宜，而且在某些方面它更易於使用。
工作台是相當寬容在選擇木材。楓樹、櫻桃木、紅木、松木或很少有問題。櫸木、橡木、胡桃木和杉木做好工作台。

## 尺寸和定位
最佳大小取決於工作台的工作空間的考慮、和預算。 一般來說越大越好，雖然大多數木工發現，大多數的工作是做在前面幾英寸的頂部，然後大多在前面老虎鉗或對周圍的尾巴老虎鉗。因此，一個小、窄板凳沒有太大的缺點。
木工似乎是平分秋色關於這一問題的板凳定位。 有些人喜歡能夠訪問他們的長椅來自四面八方，而有些人喜歡他們的板凳靠牆。 牆放置的優勢 - 除了節省空間 - 就是工具可以存儲在壁上，在板凳上，很方便。 這使刀具儲存的方式進行，這些工具仍然可以達到不掉頭，彎腰。 

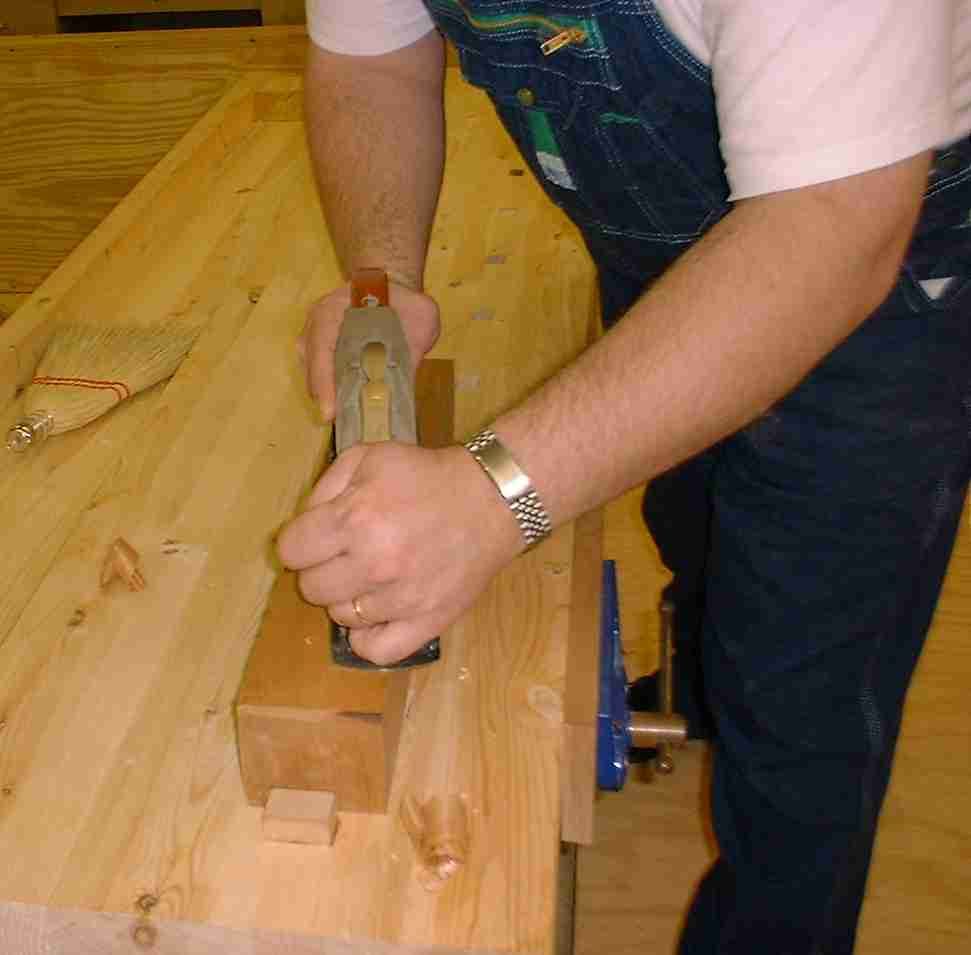
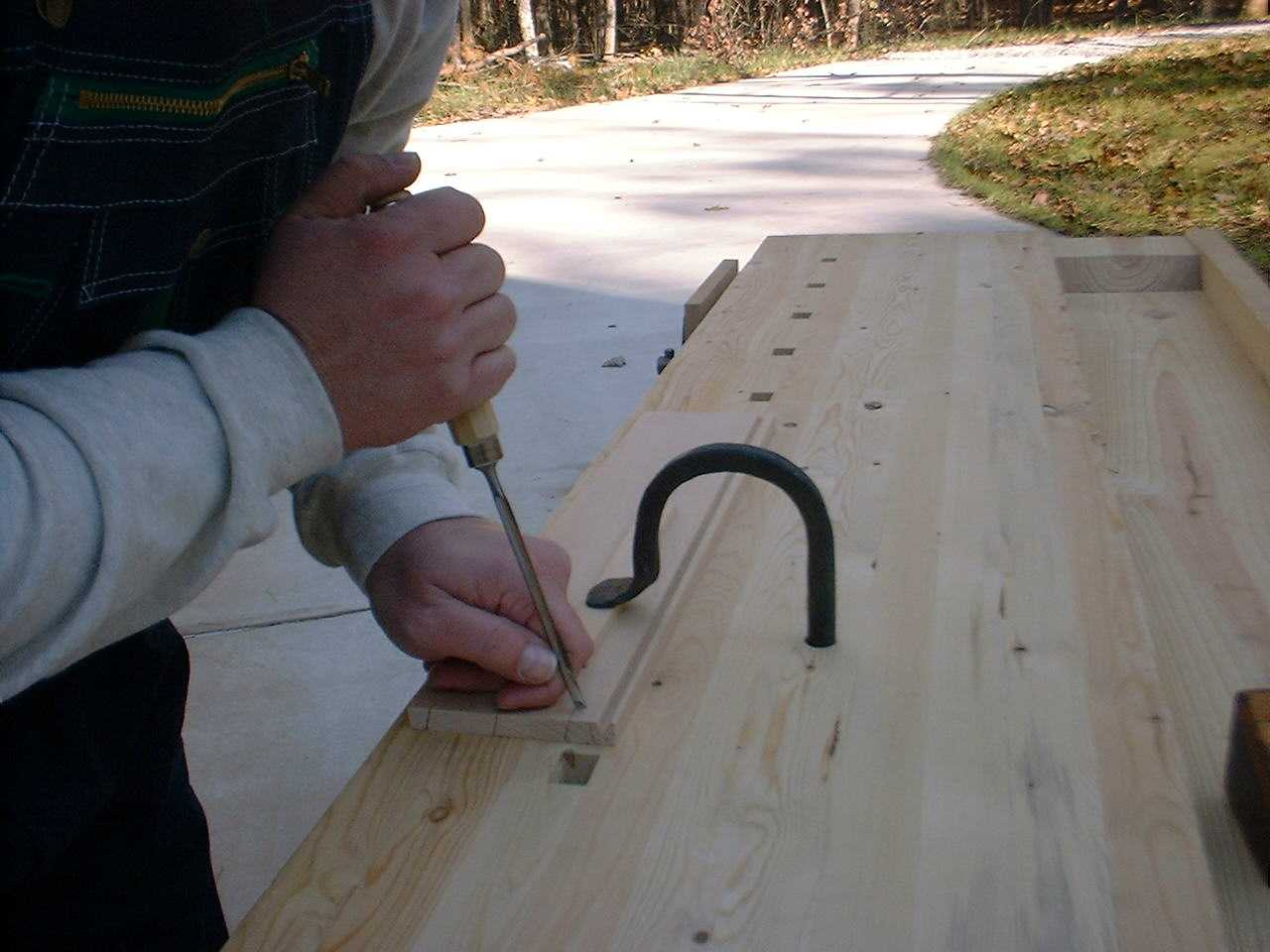
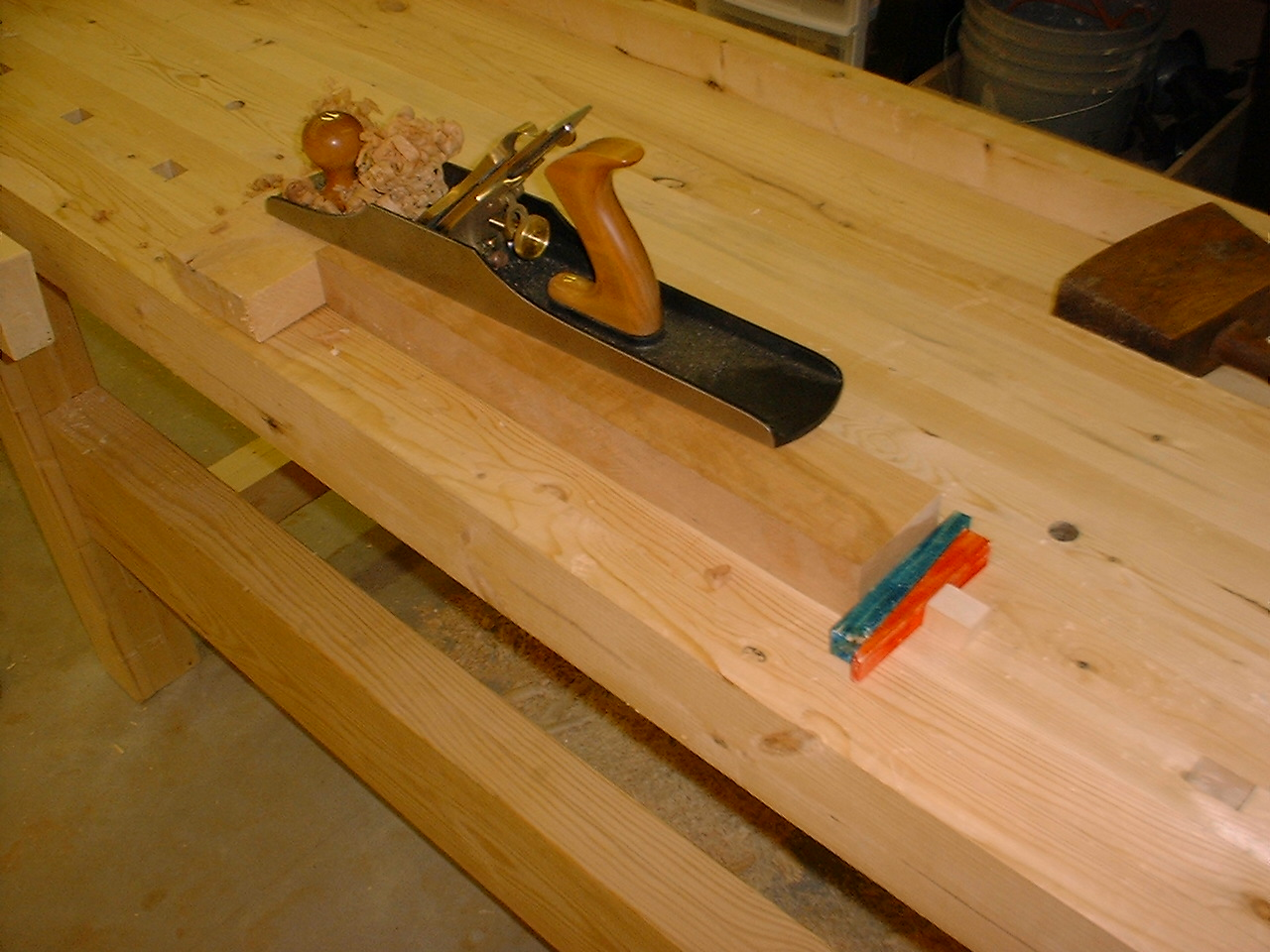
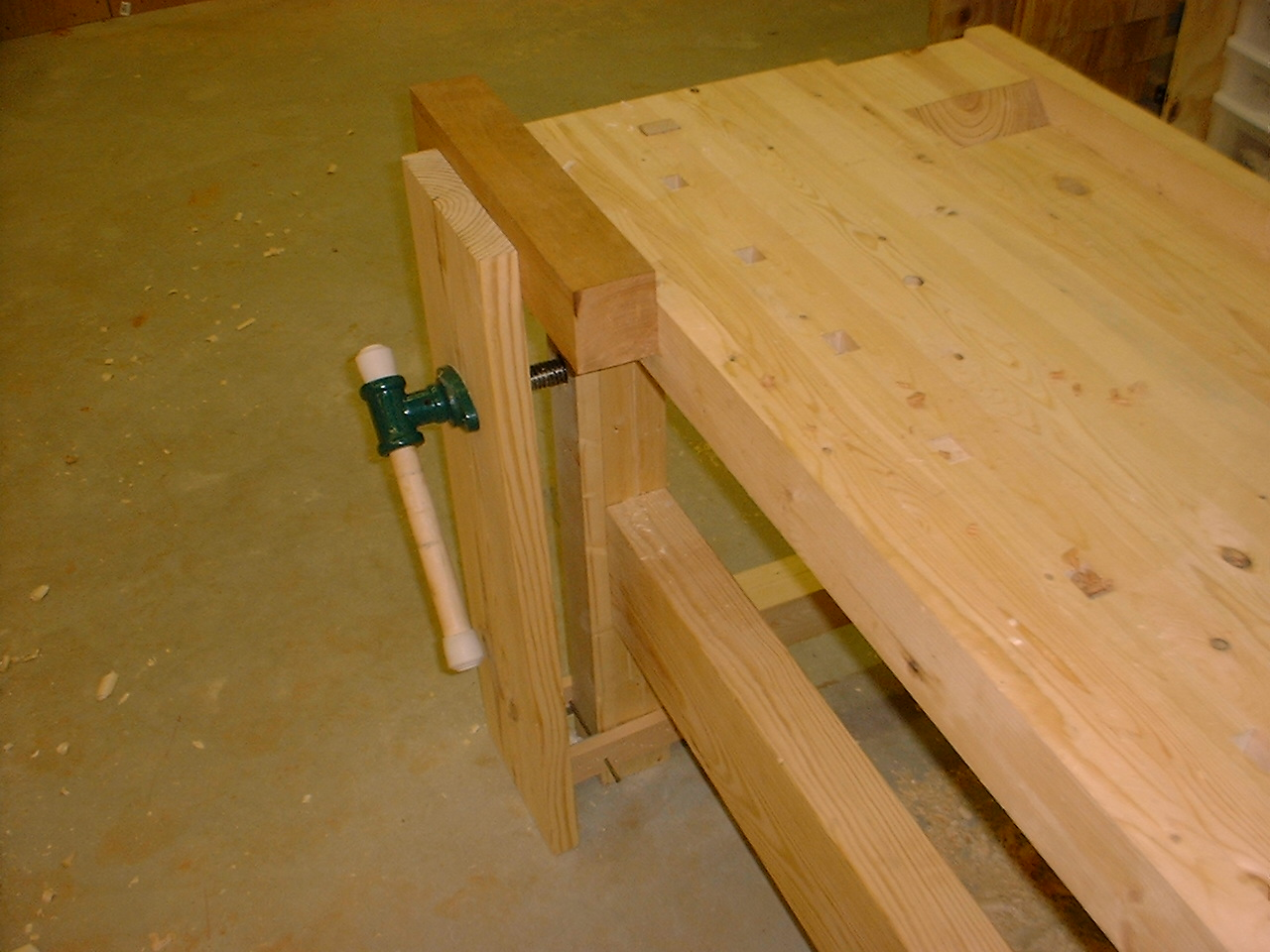
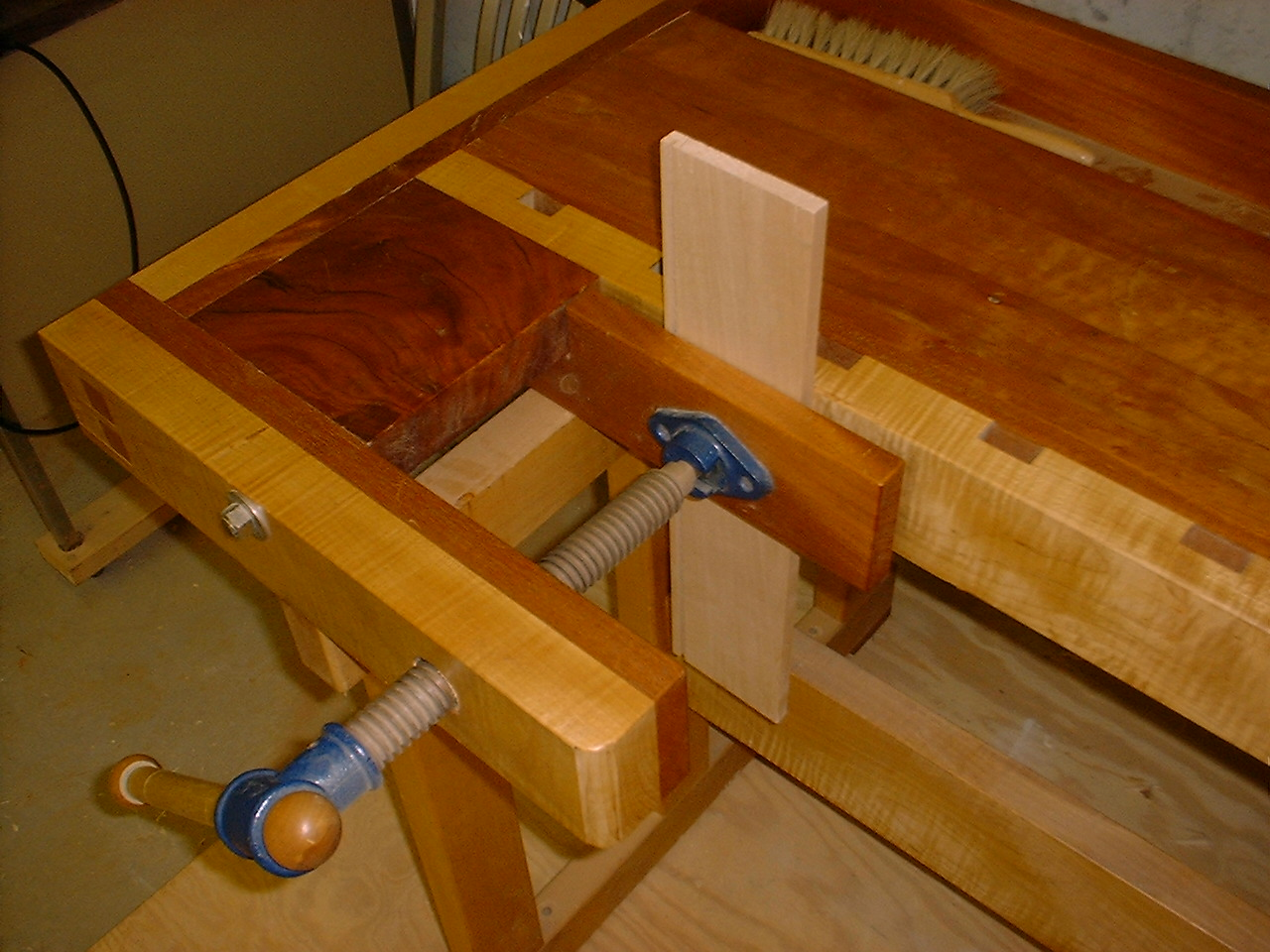
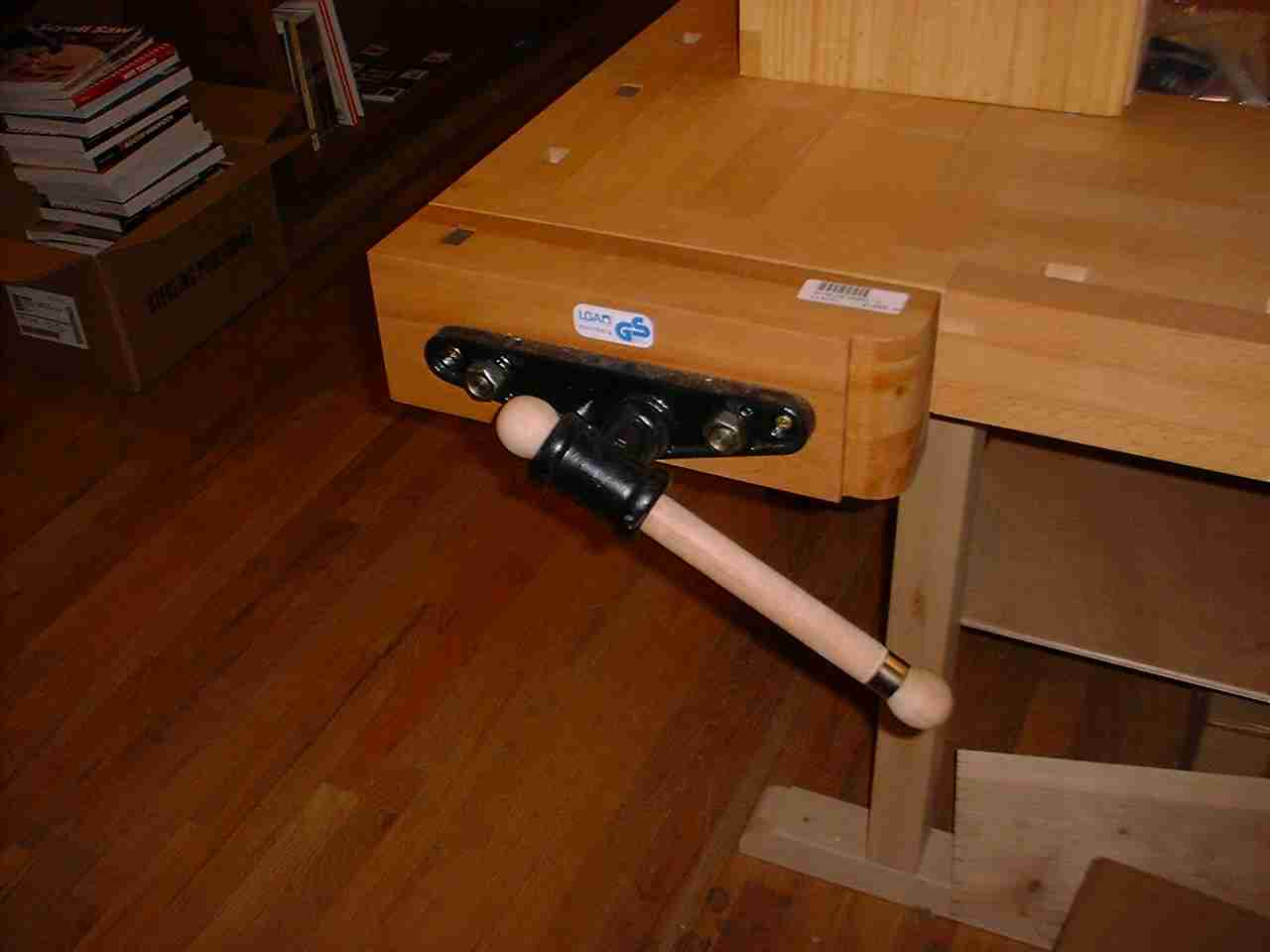
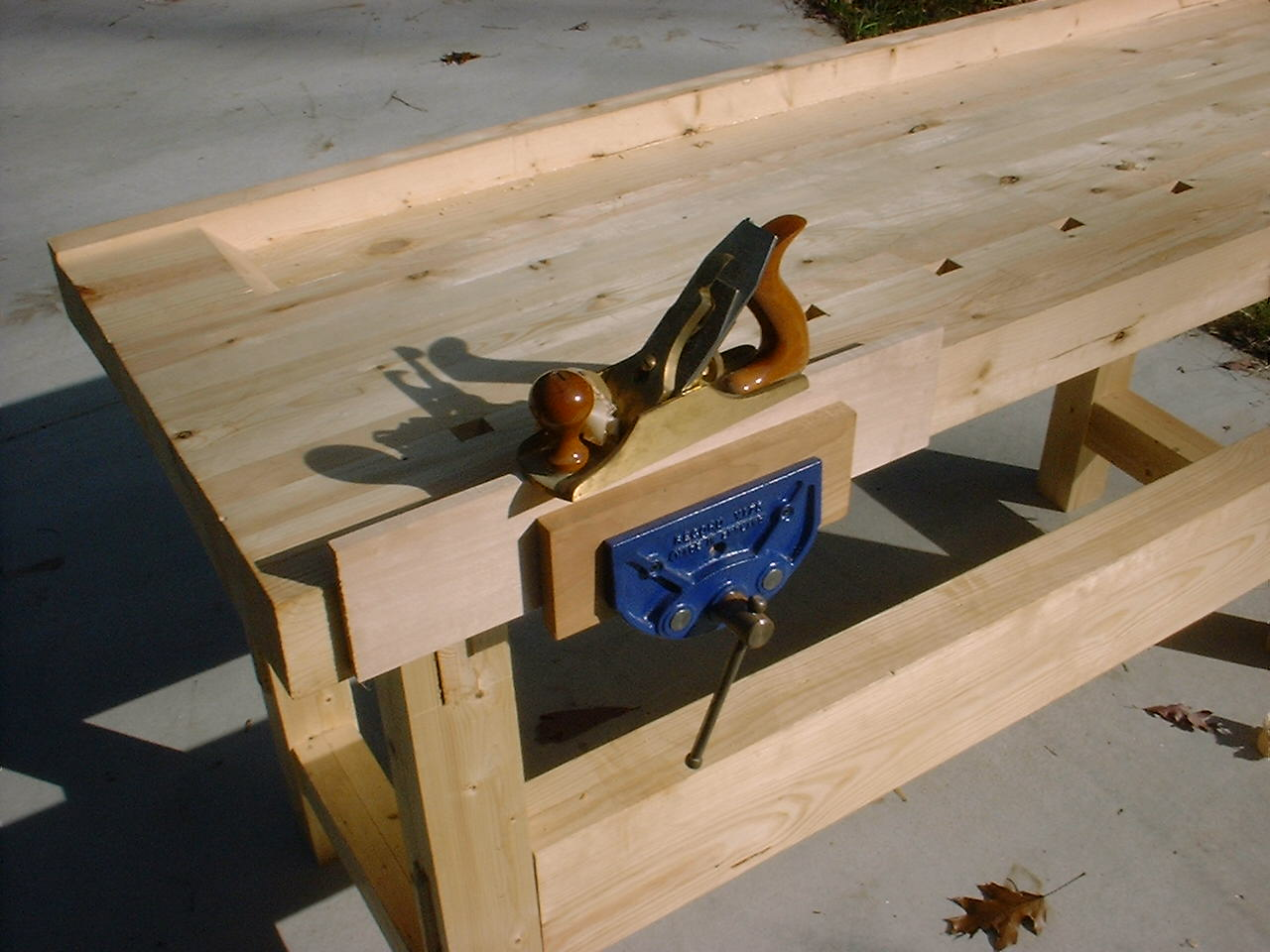
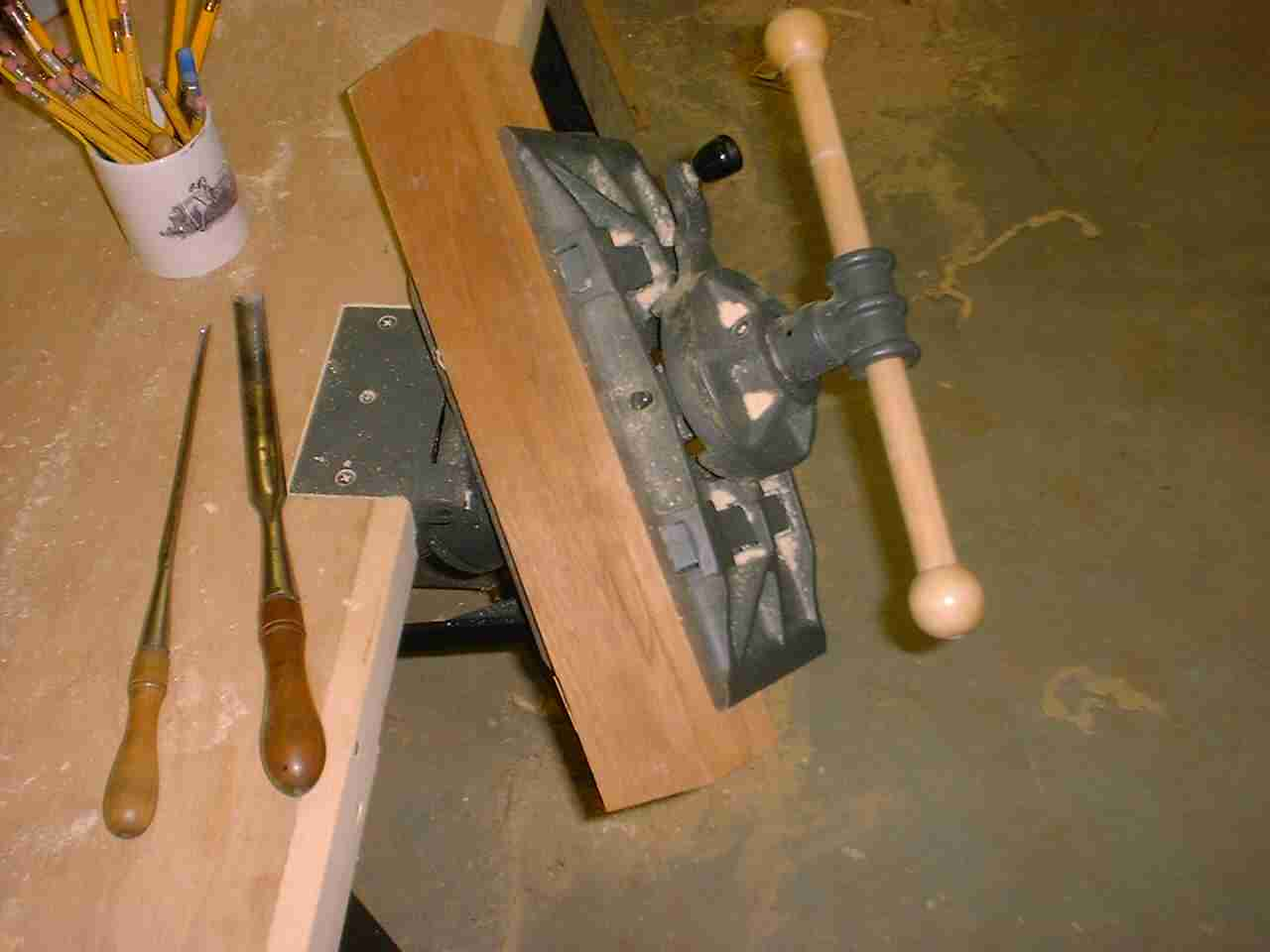
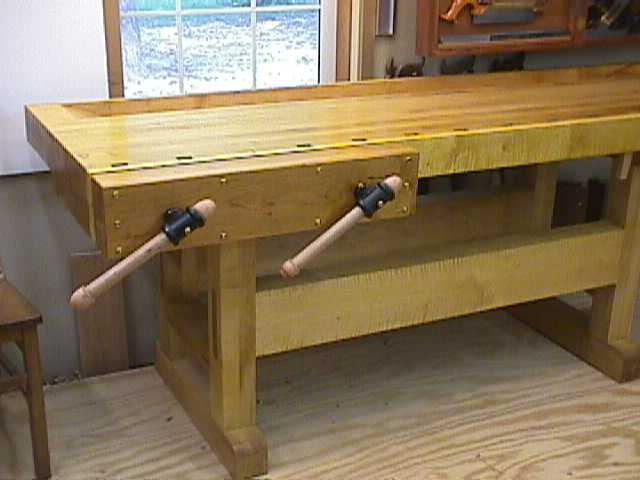
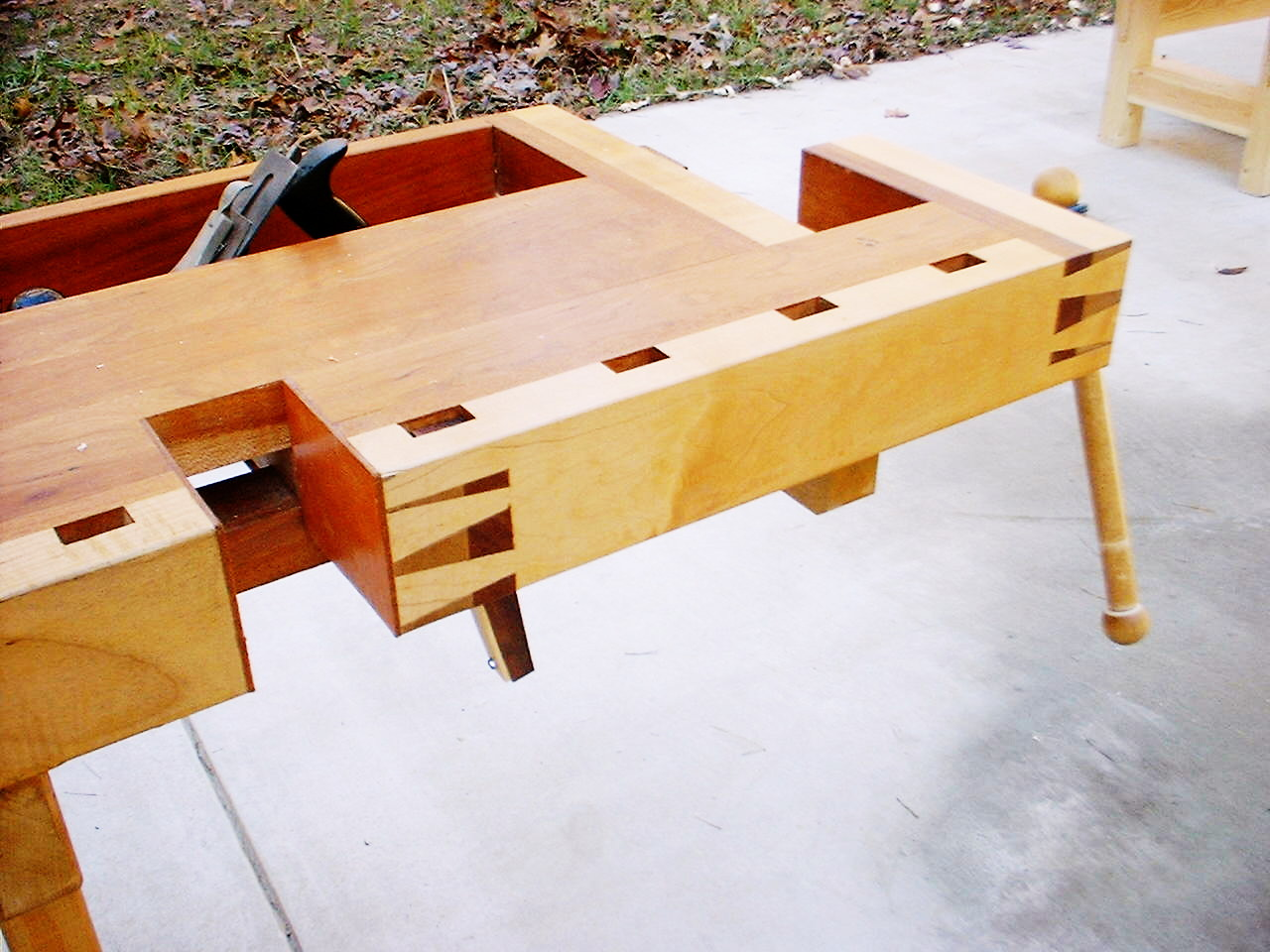
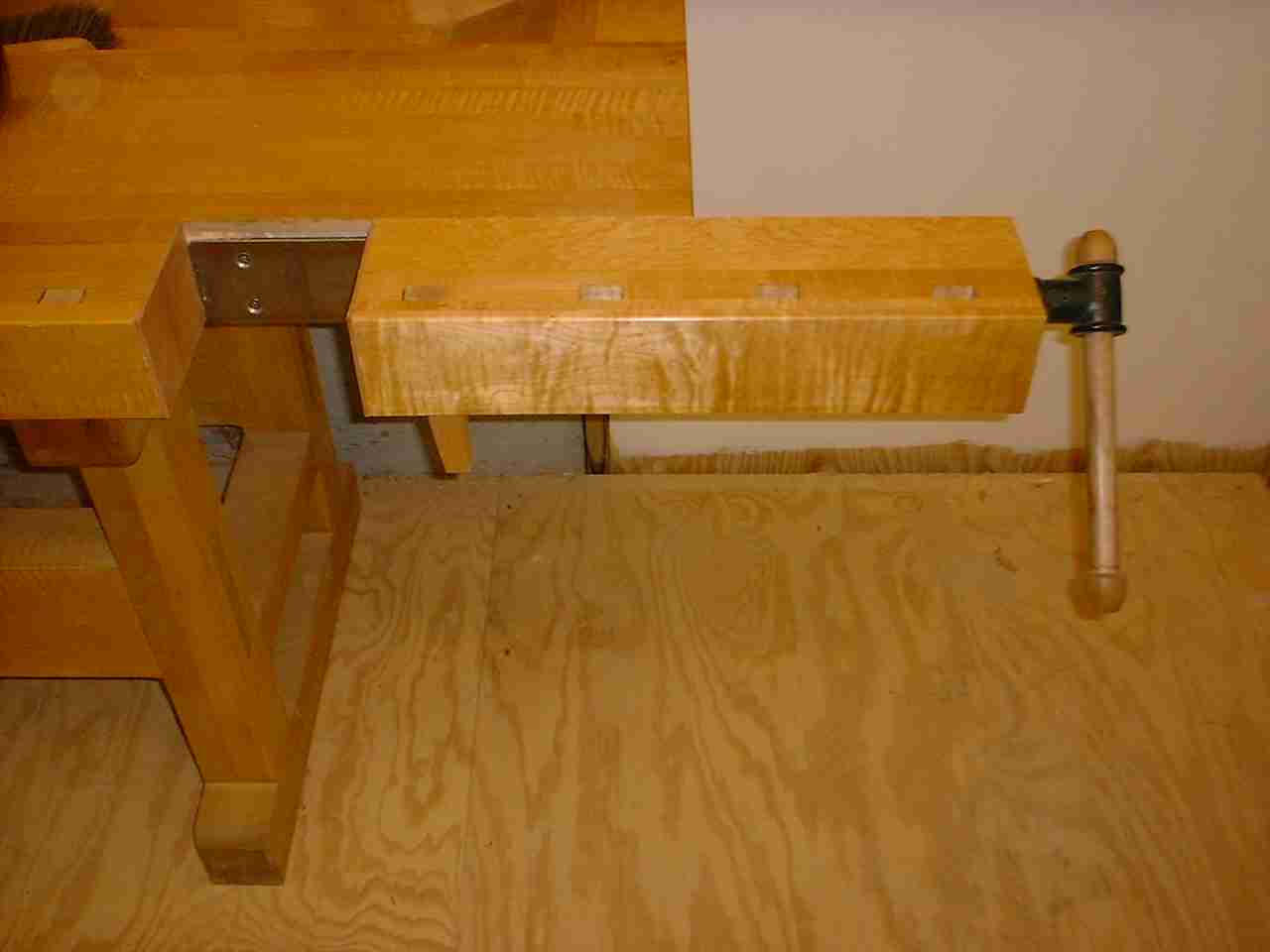
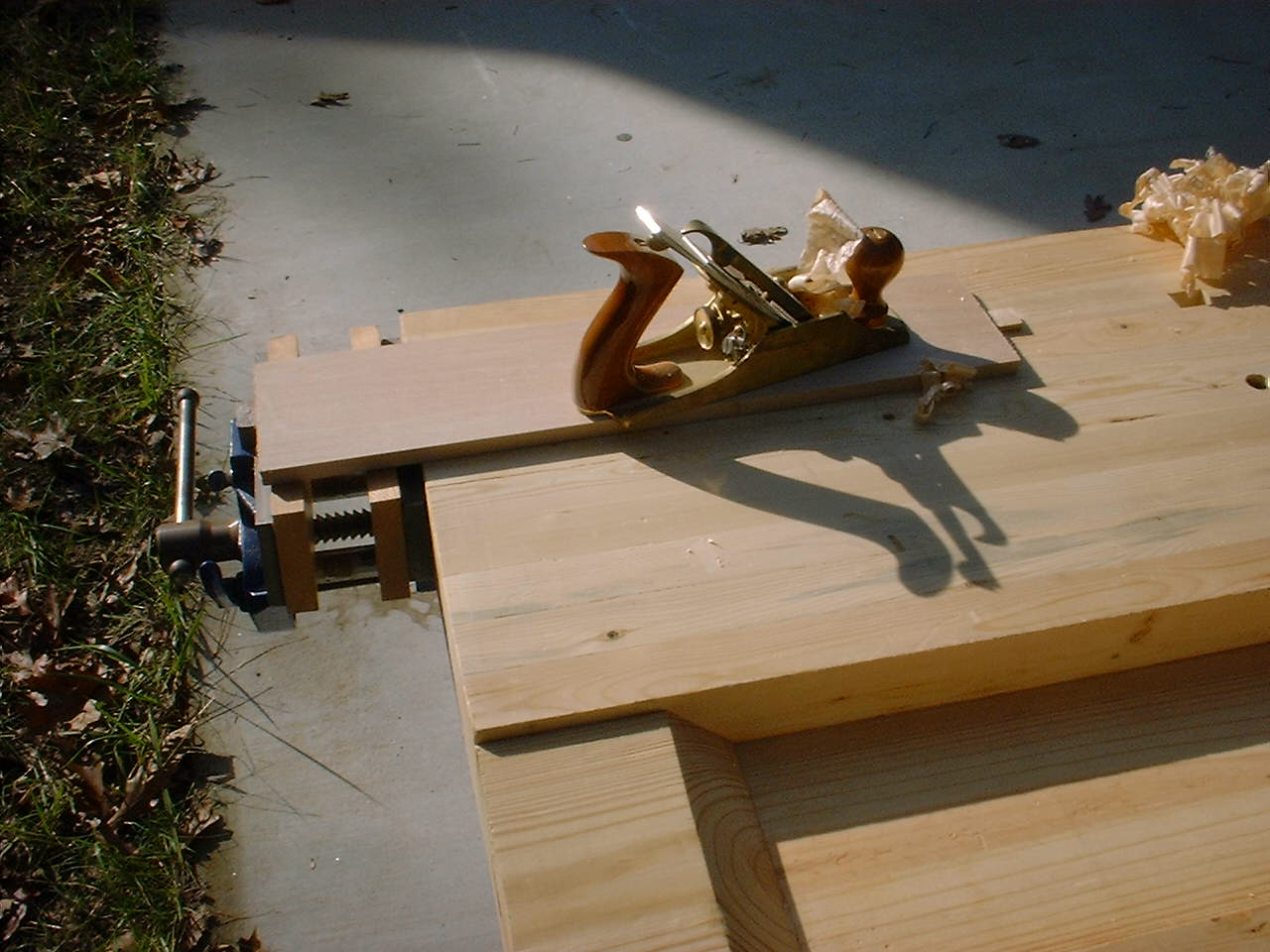

參考資料 ==